# Diana Salow

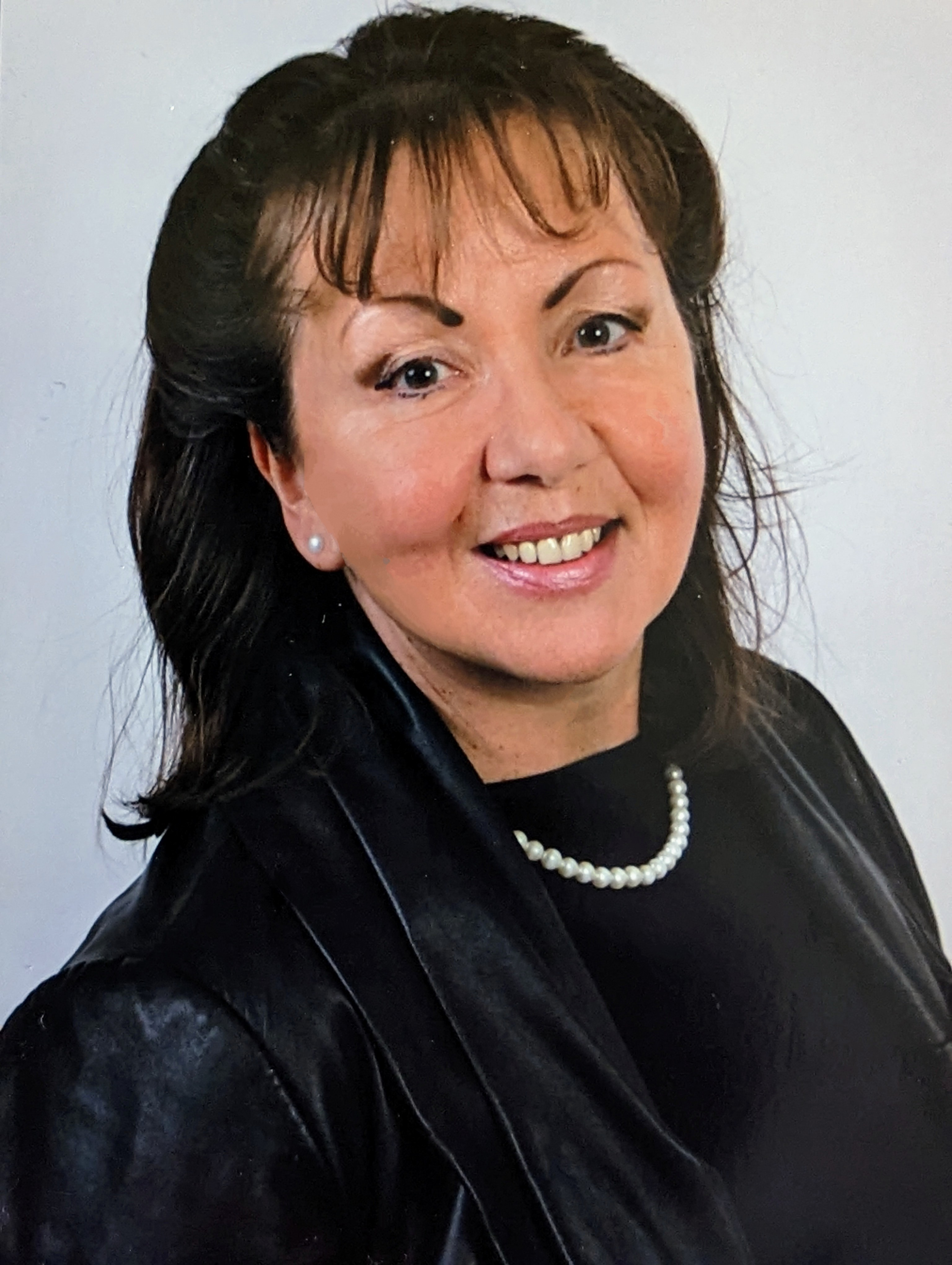
Diana Salow, 2023

Diana Salow (* 1965 in Schwerin, Mecklenburg-Vorpommern) ist eine deutsche Krimiautorin.

## Leben
Salow nahm nach ihrem Abitur ein Managementstudium auf, welches sie als Managementassistentin abschloss. Sie ist als Chefsekretärin im Landtag Mecklenburg-Vorpommern tätig. Seit 2013 schreibt sie Kriminalromane. Die Bücher spielen in ihrer Heimatstadt Schwerin und erscheinen im Hinstorff Verlag unter der Serie „Mörderisches Schwerin“.
Salow ist verheiratet und Mutter eines Sohnes. Sie lebt in Wittenförden.

## Werke (Auswahl)
- Mörderisches Schwerin: Vier Fälle für Kommissar Berger. Hinstorff Verlag, Rostock 2017, ISBN 978-3-356-02127-1.
- Mörderisches Schwerin: Süßer Schmerz –  Kommissar Berger erster Fall. Hinstorff Verlag, Rostock 2017, ISBN 978-3-356-02136-3.
- Mörderisches Schwerin: „Besessen – eine Mordsidee“ – Kommissar Berger zweiter Fall. Hinstorff Verlag, Rostock 2017, ISBN 978-3-356-02131-8.
- Mörderisches Schwerin: Engel quält man nicht – Kommissar Berger dritter Fall. Hinstorff Verlag, Rostock 2017, ISBN 978-3-356-02132-5.
- Mörderisches Schwerin: Wenn ich dich finde – Kommissar Bergers vierter Fall. Hinstorff Verlag, Rostock 2017, ISBN 978-3-356-02133-2.
- Mörderisches Schwerin: Todschicke Frauen. Hinstorff Verlag, Rostock 2017, ISBN 978-3-356-02153-0.
- Mörderisches Schwerin: Eine brillante Affäre. Hinstorff Verlag, Rostock 2018, ISBN 978-3-356-02223-0.
- Mörderisches Schwerin: Schattenkind. Hinstorff Verlag, Rostock 2020, ISBN 978-3-356-02311-4.
- Mörderisches Schwerin: Theater des Todes. Hinstorff Verlag, Rostock 2021, ISBN 978-3-356-02364-0.
- Mörderisches Schwerin: Eisige Tränen. Hinstorff Verlag, Rostock 2022, ISBN 978-3-356-02396-1.
- Mörderisches Schwerin: Späte Rache. Hinstorff Verlag, Rostock 2023, ISBN 978-3-356-02477-7.